# Chilomycterus antillarum
Chilomycterus antillarum är en fiskart som beskrevs av Jordan och Gordon Rutter 1897. Chilomycterus antillarum ingår i släktet Chilomycterus och familjen piggsvinsfiskar. Inga underarter finns listade i Catalogue of Life.